# Het Naardermeer
Het Naardermeer is een Verkade-album, geschreven door Jac. P. Thijsse, dat verscheen in 1912. De illustraties, in de vorm van plaatjes die bij de Verkade-producten waren gevoegd, werden gemaakt op basis van het grafische werk van L.W.R. Wenckebach, Jan van Oort en Jan Voerman jr.

## Bibliografische gegevens
- Thijsse, Jac. P. (1912) - Het Naardermeer. Zaandam: Bakkerij "De Ruijter" der firma Verkade & Comp. "Te illustreeren met Verkade's plaatjes naar teekeningen van L.W.R. Wenckebach, Jan van Oort en Jan Voerman jr."[1] 94 pgs.

Het album kostte indertijd fl. 0,50 en verscheen in een oplage van 26.921 exemplaren.
In 1980 werd het album, ter gelegenheid van het 75-jarig bestaan van de Vereniging tot Behoud van Natuurmonumenten in Nederland, herdrukt in een oplaag van 3.000 exemplaren. Toen kostte het fl. 24,90. Er verscheen tegelijk een uitgave in cassette, samen met het boek Het Naardermeer, gisteren, vandaag, morgen van D.A.C. van Hoorn. Daarvan werden 3.000 exemplaren verspreid via de boekhandel à fl. 34,50 en 25.000 onder leden van de Vereniging Natuurmonumenten à fl. 29,50.

## Geschiedenis

### Album
De Zaanse fabrikant van brood, koek en beschuit Verkade & Comp. begon in 1903 met het uitgeven van plaatjesalbums. Deze boeken waren bedoeld om er de losse kleurenplaatjes in te verzamelen, die bij de artikelen van de fabriek werden verpakt. De eerste drie albums waren van Duitse herkomst en bevatten geen tekst. In 1905 kozen de toenmalige eigenaren van de fabriek, Ericus jr Arnold en Anton Verkade voor een serie plaatjesboeken over de Nederlandse natuur. Tegen een honorarium van fl. 750,- per album zou Jac. P. Thijsse de tekst gaan schrijven, terwijl L.W.R. Wenckebach, Jan van Oort en Jan Voerman jr. de plaatjes gingen tekenen, tegen een vergoeding van fl. 10,- per aquarel (later fl. 15,- per afbeelding).

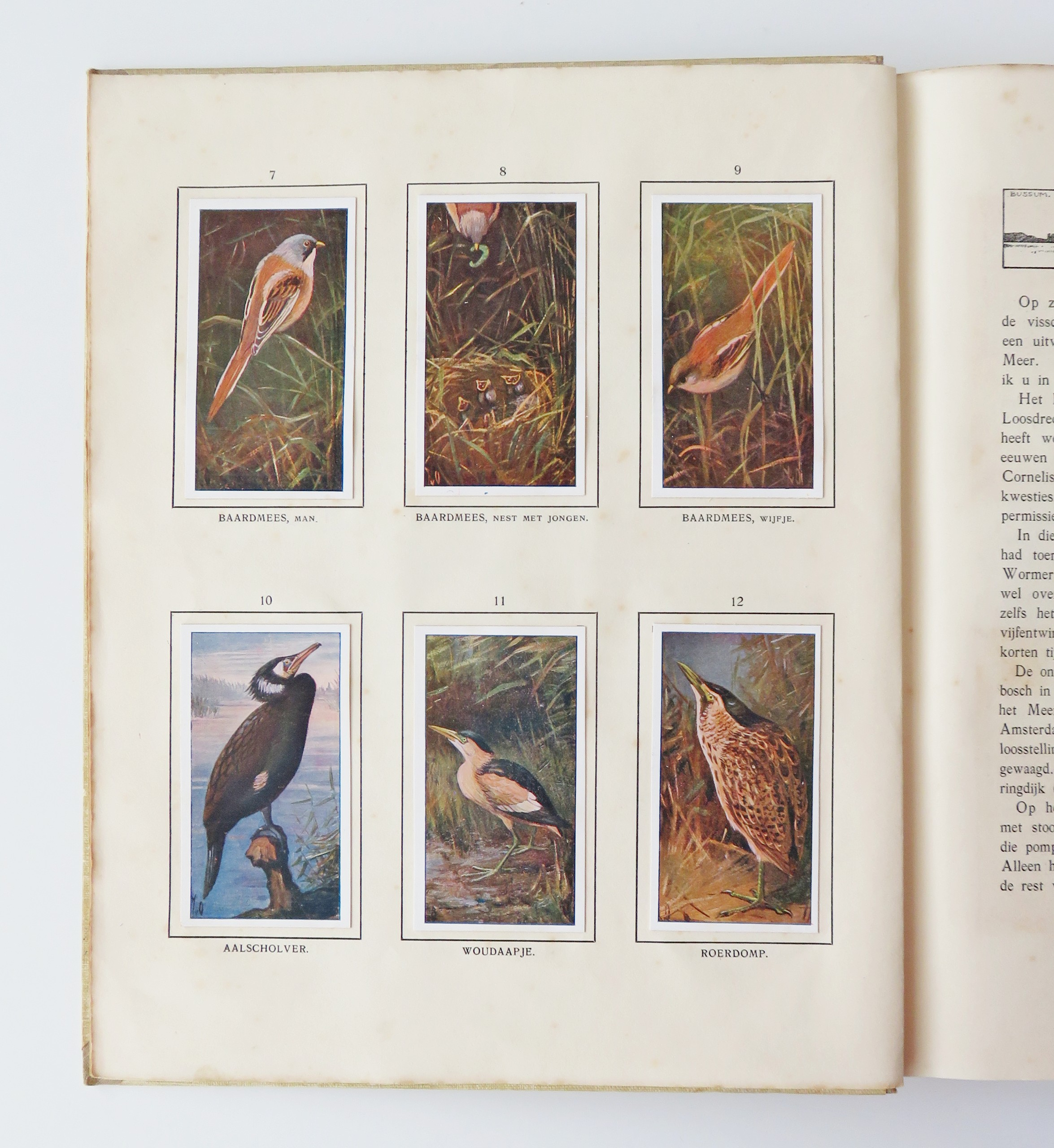
Pagina 10 met illustraties van Jan van Oort

Het eerste album, getiteld Lente, verscheen in maart 1906. Dit werd opgevolgd door albums over de andere seizoenen. Hierna verschenen van 1910 tot 1913 vier albums waarin het vóórkomen en het leven van planten- en diersoorten in bepaalde biotopen werd beschreven. Van deze albums vormde Het Naardermeer het derde:
We zouden dan een album maken over de dieren en plantenwereld van meren en moerassen. "Maar waarom niet meteen van 't Naardermeer", zei een van ons, "dat is het beroemdste merenmoeras van ons land en van heel West-Europa. Want er leven diersoorten die je haast nergens elders in deze streken aantreft. Iedereen weet, waar het ligt en de meeste Nederlanders sporen wel een- of meermalen er door, want de drukste spoorbaan van het land kruist het in zijn geheele breedte. En wie er wat voor over heeft, om het eens op zijn gemak te bekijken, kan dat ook gemakkelijk gedaan krijgen, daarvoor behoef je maar lid te worden van de Vereeniging, wier eigendom het is. Bovendien, al onze andere plassen en meren worden mettertijd wel gedempt of drooggemalen, maar het Naardermeer is bestemd, om in lengte van dagen nat te blijven." 

Wel, er was veel voor, en ook veel tegen, doch wij hebben het maar gewaagd en laten u nu een paar beelden zien uit dat wonderlijke en wondermooie landschap."

### Naardermeer
Dat Jac. P. Thijsse het Naardermeer als 'rolmodel' van de Nederlandse meren en moerassen koos, was niet toevallig. Toen het college van burgemeester en wethouders van Amsterdam in 1904 een voordracht bij de gemeenteraad indienden om de 'waardeloze plas', zoals zij het Naardermeer noemde, te dempen met stedelijk vuil en afvalstoffen, verschaften ze daarmee zonder het te vermoeden niet alleen de aanleiding tot de vorming van het eerste natuurmonument in Nederland, en de oprichting van de Vereniging tot Behoud van Natuurmonumenten in Nederland, maar ook tot de tekst van Thijsses album. En het was Thijsse die de belangrijkste inspirator was voor de bescherming van het gebied, en voor de oprichting van de vereniging.
Samen met Eli Heimans schreef Jac. P. Thijsse artikelen tegen de Amsterdamse plannen in het Algemeen Handelsblad en De Groene Amsterdammer. Veel van zijn vrienden stonden aanvankelijk sceptisch tegenover Thijsses actie, maar de tegenstand tegen het Amsterdamse plan nam in korte tijd een grote omvang aan. Op 14 december 1904 werd het voorstel van B en W met 20 tegen 18 stemmen verworpen, waarbij de argumenten van Thijsse overigens geen rol speelden.
Nu vatte Thijsse het plan op om geld bijeen te brengen om het Naardermeer aan te kopen. Op 22 april 1905 komen in het restaurant van Artis vertegenwoordigers van 17 organisaties en andere belangstellenden bijeen om onder voorzitterschap van  Hendrik Heukels een vereniging tot behoud van natuurmonumenten op te richten. dr. J.Th. Oudemans werd voorzitter van de vereniging en Thijsse secretaris. In 1906 kon de vereniging het Naardermeer aankopen (voor fl. 150.000,-). Dit bedrag werd gedekt door de plaatsing van een 3% obligatielening, die in zes weken tijd was volgetekend. Het Naardermeer was gered!

## Inhoud van het album

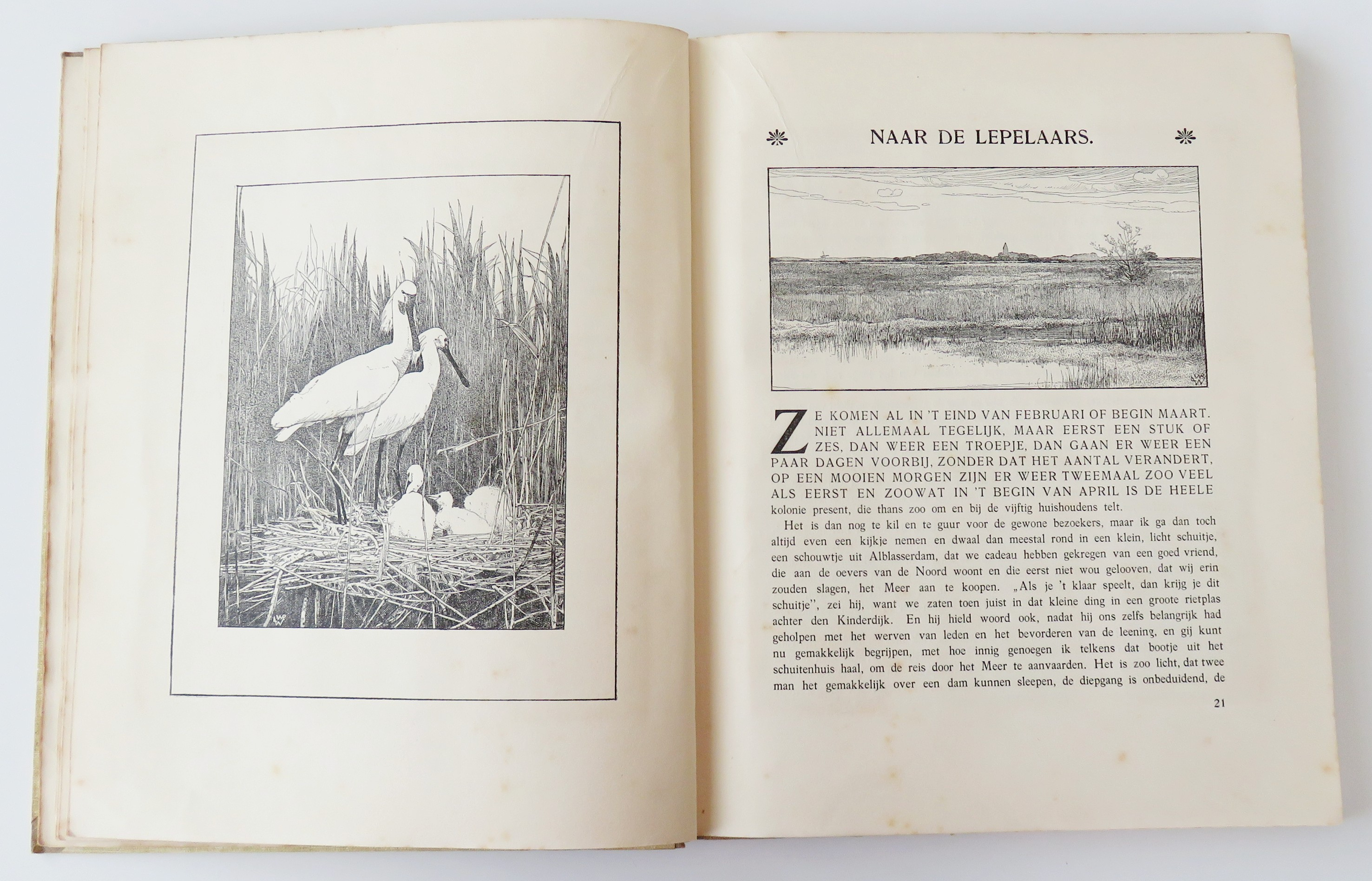
Pagina 20 en 21

In het album was plaats voor 144 plaatjes, alle in het formaat van 49 x 88 mm (br x h). De plaatjes konden worden geplakt met 6 op een pagina, waarbij de pagina's met plaatjes steeds rug aan rug tegen elkaar waren geplaatst (p. 9/10, 15/16, 23/24, 29/30, 37/38, 43/44, 51/52, 57/58, 65/66, 71/72,   81/82 en 87/88).
Het album is ingedeeld in zes hoofdstukken:
- Geschiedenis (p. 7-18)
- Naar de lepelaars (p. 21-32)
- De meeuwendorpen (p. 35-46)
- De groote reis (p. 49-60)
- Een zomerdag op 't meer  (p. 63-76)
- Wintertijd (p. 79-90)

In elk hoofdstuk zijn tweemaal twee pagina's plaatjes opgenomen. Tussen de hoofdstukken bevindt zich op een gehele pagina steeds een pentekening, terwijl elk hoofdstuk begint met een pentekening van (ongeveer) een halve pagina.
Het album bevat een uitgebreid register van zowel tekst als plaatjes. Van de besproken planten- en diersoorten worden zowel de wetenschappelijke naam als de naam in het Frans, Engels en Duits gegeven.
In het eerste hoofdstuk beschrijft Thijsse uitgebreid hoe hij als jongen/jongeman de omgeving van Amsterdam ging verkennen. Daarbij was hij ook op het Naardermeer gestoten. Hij wist toestemming te verwerven van de toenmalige eigenaar - "een heel beroemd Tweede-Kamerlid" (p. 8), namelijk J.W.H. Rutgers van Rozenburg om het gebied te bezoeken. "En zoo begonnen mijn talrijke omzwervingen door dit wonderland" (p. 11). Hij beschrijft enkele mislukte pogingen tot drooglegging. Maar de lepelaars kunnen uiteindelijk in het natuurgebied blijven wonen, evenals de "roode reigers" (purperreigers). Kort beschrijft Thijsse de strijd voor het behoud van het Naardermeer en de aankoop door Vereniging Natuurmonumenten. "Dat hij daarbij zelf zo'n belangrijke rol had gespeeld, vond hij in dit verband niet vermeldenswaard."

## Afbeeldingen
De omslag van het album werd ontworpen door L.W.R. Wenckebach. Een "typisch voorbeeld van de nieuwe kunst", met zwanenbloemen, bladmotieven en libellen.
De plaatjes die de kinderen (en volwassenen) voor dit album konden verzamelen zijn van Wenckebach, Jan van Oort en Jan Voerman jr.. Van Oort leverde voor dit album olieverfschilderijen, in tegenstelling tot eerdere albums, waarvoor hij aquarellen maakte. Daardoor doen de plaatjes wat zwaar en grof aan.